# Trigonoptera monticorum
Trigonoptera monticorum là một loài bọ cánh cứng trong họ Cerambycidae.